# Temporada do Clube de Regatas do Flamengo de 2010
O Clube de Regatas do Flamengo em 2010 participou de três competições: Campeonato Carioca, onde foi vice-campeão; Copa Libertadores da América, sendo eliminado nas quartas-de-final; e Campeonato Brasileiro onde ficou com o 14.º lugar. Disputou 66 partidas com 28 vitórias, 20 empates e 18 derrotas. Foram 104 gols marcados, 82 gols sofridos, saldo de 22 gols e um aproveitamento de 52,02%.
Ao longo da temporada, foram quatro treinadores: Andrade, campeão brasileiro de 2009, deixou o clube em 23 de abril; Rogério Lourenço, assumiu interinamente e depois foi efetivado, mas ficou até 26 de agosto; Silas ficou pouco mais de um mês até 4 de outubro; e na sequência, Vanderlei Luxemburgo assumiu o time e foi até o final da temporada.
Na artilharia da temporada ficou Vágner Love, que deixou o clube em 10 de julho ao final do seu contrato de empréstimo pelo CSKA Moscou, com 23 gols e na vice-artilharia Adriano, que também deixou o clube nesta temporada, com 15 gols. Os atacantes formaram o "Império do amor" em referência ao Imperador (como é conhecido na Itália, Adriano) e Love (cuja tradução para a língua portuguesa é amor). Vágner Love também foi o artilheiro do Campeonato Carioca com 15 gols.
Na parte disciplinar foram 182 cartões: 166 amarelos e 16 vermelhos. Willians, com 16 amarelos e 2 vermelhos, foi o que mais recebeu cartões, seguido de Toró com 14 amarelos e 2 vermelhos e Juan com 13 amarelos e um vermelho.

## Fatos marcantes
Em 27 de janeiro, anunciou o seu novo patrocinador master para o futebol, a Batavo, por um valor de 25 milhões reais por ano. Em 11 de fevereiro, anunciou o seu novo patrocinador para o basquetebol e das mangas para o futebol, o Banco BMG, por um valor de 8,5 milhões de reais por ano.
Em 30 de maio, Zico assumiu o cargo de diretor executivo de futebol do clube a convite da presidente do Flamengo, Patrícia Amorim. Em 1 de outubro de 2010, Zico anunciou, em seu site pessoal, o pedido de demissão do cargo, segundo ele, por pressões sofridas dentro do clube.
| “ | (...) Tomar uma decisão como essas não é fácil. Mas espero que todos entendam que não posso carregar comigo a desconfiança de um dos setores mais importantes do clube, o Conselho Fiscal. E não há condições de debater com essas pessoas que estão a serviço de sabe-se lá quem ou o que, dispostas a jogar sujo e minar o próprio clube (...) | ” |

### Mortes
- 26 de março – Ruy Kopper (Rio Grande do Sul), remador do Flamengo na década de 50 e atleta do Brasil nos Jogos Olímpicos de Melbourne 1956
- 14 de abril – Chiquinho Pastor (Rio de Janeiro, 21 de agosto de 1946), zagueiro do Flamengo na década de 70, em decorrência de infecção generalizada

## Competições

### Campeonato Carioca
Na Taça Guanabara ficou com o primeiro lugar do grupo A com uma rodada de antecedência, mas foi derrotado por 2 a 1 na semifinal pelo Botafogo, segundo colocado do grupo B, que se tornou o campeão ao derrotar o Vasco da Gama na final. Teve o melhor ataque na fase de grupos com 21 gols marcados e sofreu 13 gols com saldo de oito gols.
Na Taça Rio, foi novamente primeiro colocado do grupo A com uma rodada de antecedência. Venceu o Vasco na semifinal por 2 a 1 e perdeu, mais uma vez, para o Botafogo por 2 a 1, desta vez na final.
Como o Botafogo venceu os dois turnos, ficou com o vice-campeonato, segundo o regulamento.

### Campeonato Brasileiro
Foi sem dúvidas, um dos piores campeonato já jogados pelo Flamengo, devido à incompetência de boa parte dos jogadores, vale ressaltar que o ataque era composto por Diego Maurício, Deivid e Diogo, ou seja um ataque que deixava muito a desejar em aspectos técnicos, o que era demonstrado em campo principalmente no final do 1.º turno, em que o Flamengo quase não balançou as redes. O time só não era algo nível time de série C, devido aos laterais da equipe, Leonardo Moura e Juan, jogadores já veteranos no rubro-negro desde aquela época.
Além disso, vale ressaltar a incompetência também dos treinadores do clube naquele período, Rogério Lourenço e Silas, altamente responsáveis pelo fato de o Flamengo ter brigado para não cair naquele ano.
Por fim, relatando o desempenho do time, foram 9 vitórias, 17 empates e 12 derrotas, algo extremamente insuficiente dentro das perspectivas da maior torcida do Brasil

## Partidas disputadas
O clube disputou 66 partidas, sendo 37 partidas como mandante ou clássicos[a] e 29 como visitante.
| #  | Data            | Competição        | Rodada    | Mandante             | Placar | Visitante            | Púb.   | Ref    |
| -- | --------------- | ----------------- | --------- | -------------------- | ------ | -------------------- | ------ | ------ |
| 01 | 17 de janeiro   | Taça Guanabara    | 1.ª       | Flamengo             | 3 – 2  | Duque de Caxias      | 16 067 | [ 9 ]  |
| 02 | 20 de janeiro   | Taça Guanabara    | 2.ª       | Volta Redonda        | 1 – 3  | Flamengo             | 8 580  | [ 10 ] |
| 03 | 23 de janeiro   | Taça Guanabara    | 3.ª       | Bangu                | 1 – 2  | Flamengo             | 17 576 | [ 11 ] |
| 04 | 27 de janeiro   | Taça Guanabara    | 4.ª       | Flamengo             | 3 – 2  | Americano            | 12 308 | [ 12 ] |
| 05 | 31 de janeiro   | Taça Guanabara    | 5.ª       | Fluminense           | 3 – 5  | Flamengo             | 51 233 | [ 13 ] |
| 06 | 3 de fevereiro  | Taça Guanabara    | 6.ª       | Flamengo             | 3 – 3  | Olaria               | 6 554  | [ 14 ] |
| 07 | 7 de fevereiro  | Taça Guanabara    | 7.ª       | Boavista-RJ          | 1 – 2  | Flamengo             | 2 506  | [ 15 ] |
| 08 | 17 de fevereiro | Taça Guanabara    | Semifinal | Flamengo             | 1 – 2  | Botafogo             | 37 154 | [ 16 ] |
| 09 | 24 de fevereiro | Copa Libertadores | 1.ª       | Flamengo             | 2 – 0  | Universidad Católica | —      | [ 17 ] |
| 10 | 27 de fevereiro | Taça Rio          | 1.ª       | Macaé                | 1 – 4  | Flamengo             | 1 489  | [ 18 ] |
| 11 | 3 de março      | Taça Rio          | 2.ª       | Flamengo             | 2 – 0  | Madureira            | 4 326  | [ 19 ] |
| 12 | 6 de março      | Taça Rio          | 3.ª       | Resende              | 0 – 4  | Flamengo             | 1 217  | [ 20 ] |
| 13 | 10 de março     | Copa Libertadores | 2.ª       | Caracas              | 0 – 4  | Flamengo             | —      | [ 21 ] |
| 14 | 14 de março     | Taça Rio          | 4.ª       | Flamengo             | 1 – 0  | Vasco da Gama        | 34 707 | [ 22 ] |
| 15 | 17 de março     | Copa Libertadores | 3.ª       | Universidad de Chile | 2 – 1  | Flamengo             | —      | [ 23 ] |
| 16 | 21 de março     | Taça Rio          | 5.ª       | Botafogo             | 2 – 2  | Flamengo             | 9 074  | [ 24 ] |
| 17 | 24 de março     | Taça Rio          | 6.ª       | Flamengo             | 3 – 1  | Tigres do Brasil     | 3 118  | [ 25 ] |
| 18 | 28 de março     | Taça Rio          | 7.ª       | Flamengo             | 2 – 1  | America              | 4 819  | [ 26 ] |
| 19 | 4 de abril      | Taça Rio          | 8.ª       | Friburguense         | 0 – 3  | Flamengo             | 1 642  | [ 27 ] |
| 20 | 8 de abril      | Copa Libertadores | 4.ª       | Flamengo             | 2 – 2  | Universidad de Chile | —      | [ 28 ] |
| 21 | 11 de abril     | Taça Rio          | Semifinal | Flamengo             | 2 – 1  | Vasco da Gama        | 29 382 | [ 29 ] |
| 22 | 14 de abril     | Copa Libertadores | 5.ª       | Universidad Católica | 2 – 0  | Flamengo             | —      | [ 30 ] |
| 23 | 18 de abril     | Taça Rio          | Final     | Botafogo             | 2 – 1  | Flamengo             | 57 093 | [ 31 ] |
| 24 | 21 de abril     | Copa Libertadores | 6.ª       | Flamengo             | 3 – 2  | Caracas              | —      | [ 32 ] |
| 25 | 28 de abril     | Copa Libertadores | Oitavas   | Flamengo             | 1 – 0  | Corinthians          | —      | [ 33 ] |
| 26 | 5 de maio       | Copa Libertadores | Oitavas   | Corinthians          | 2 – 1  | Flamengo             | —      | [ 34 ] |
| 27 | 9 de maio       | Brasileiro        | 1.ª       | Flamengo             | 1 – 1  | São Paulo            | 11 125 | [ 35 ] |
| 28 | 12 de maio      | Copa Libertadores | Quartas   | Flamengo             | 2 – 3  | Universidad de Chile | —      | [ 36 ] |
| 29 | 15 de maio      | Brasileiro        | 2.ª       | Vitória              | 1 – 1  | Flamengo             | 14 862 | [ 37 ] |
| 30 | 20 de maio      | Copa Libertadores | Quartas   | Universidad de Chile | 1 – 2  | Flamengo             | —      | [ 38 ] |
| 31 | 23 de maio      | Brasileiro        | 3.ª       | Flamengo             | 3 – 1  | Grêmio Prudente      | 7 330  | [ 39 ] |
| 32 | 26 de maio      | Brasileiro        | 4.ª       | Fluminense           | 2 – 1  | Flamengo             | 18 985 | [ 40 ] |
| 33 | 29 de maio      | Brasileiro        | 5.ª       | Flamengo             | 1 – 1  | Grêmio               | 10 983 | [ 41 ] |
| 34 | 2 de junho      | Brasileiro        | 6.ª       | Palmeiras            | 0 – 1  | Flamengo             | 8 457  | [ 42 ] |
| 35 | 5 de junho      | Brasileiro        | 7.ª       | Flamengo             | 1 – 2  | Goiás                | 16 276 | [ 43 ] |
| 36 | 14 de julho     | Brasileiro        | 8.ª       | Flamengo             | 1 – 0  | Botafogo             | 19 313 | [ 44 ] |
| 37 | 18 de julho     | Brasileiro        | 9.ª       | Atlético Goianiense  | 0 – 1  | Flamengo             | 18 544 | [ 45 ] |
| 38 | 21 de julho     | Brasileiro        | 10.ª      | Flamengo             | 1 – 1  | Avaí                 | 18 866 | [ 46 ] |
| 39 | 25 de julho     | Brasileiro        | 11.ª      | Internacional        | 1 – 0  | Flamengo             | 21 079 | [ 47 ] |
| 40 | 1 de agosto     | Brasileiro        | 12.ª      | Flamengo             | 0 – 0  | Vasco da Gama        | 57 036 | [ 48 ] |
| 41 | 8 de agosto     | Brasileiro        | 13.ª      | Corinthians          | 1 – 0  | Flamengo             | 29 222 | [ 49 ] |
| 42 | 14 de agosto    | Brasileiro        | 14.ª      | Flamengo             | 1 – 0  | Ceará                | 26 723 | [ 50 ] |
| 43 | 22 de agosto    | Brasileiro        | 15.ª      | Atlético Paranaense  | 1 – 0  | Flamengo             | 21 734 | [ 51 ] |
| 44 | 26 de agosto    | Brasileiro        | 16.ª      | Flamengo             | 0 – 0  | Atlético Mineiro     | 12 122 | [ 52 ] |
| 45 | 29 de agosto    | Brasileiro        | 17.ª      | Guarani              | 2 – 1  | Flamengo             | 10 317 | [ 53 ] |
| 46 | 1 de setembro   | Brasileiro        | 18.ª      | Cruzeiro             | 1 – 0  | Flamengo             | 29 414 | [ 54 ] |
| 47 | 5 de setembro   | Brasileiro        | 19.ª      | Flamengo             | 0 – 0  | Santos               | 41 007 | [ 55 ] |
| 48 | 8 de setembro   | Brasileiro        | 20.ª      | São Paulo            | 2 – 0  | Flamengo             | 14 389 | [ 56 ] |
| 49 | 11 de setembro  | Brasileiro        | 21.ª      | Flamengo             | 2 – 2  | Vitória              | 5 735  | [ 57 ] |
| 50 | 15 de setembro  | Brasileiro        | 22.ª      | Grêmio Prudente      | 1 – 2  | Flamengo             | 3 815  | [ 58 ] |
| 51 | 19 de setembro  | Brasileiro        | 23.ª      | Flamengo             | 3 – 3  | Fluminense           | 18 911 | [ 59 ] |
| 52 | 22 de setembro  | Brasileiro        | 24.ª      | Grêmio               | 2 – 2  | Flamengo             | 21 898 | [ 60 ] |
| 53 | 25 de setembro  | Brasileiro        | 25.ª      | Flamengo             | 1 – 3  | Palmeiras            | 9 542  | [ 61 ] |
| 54 | 28 de setembro  | Brasileiro        | 26.ª      | Goiás                | 1 – 1  | Flamengo             | 13 898 | [ 62 ] |
| 55 | 2 de outubro    | Brasileiro        | 27.ª      | Botafogo             | 1 – 1  | Flamengo             | 16 367 | [ 63 ] |
| 56 | 7 de outubro    | Brasileiro        | 28.ª      | Flamengo             | 2 – 0  | Atlético Goianiense  | 10 015 | [ 64 ] |
| 57 | 10 de outubro   | Brasileiro        | 29.ª      | Avaí                 | 2 – 2  | Flamengo             | 11 690 | [ 65 ] |
| 58 | 16 de outubro   | Brasileiro        | 30.ª      | Flamengo             | 3 – 0  | Internacional        | 15 678 | [ 66 ] |
| 59 | 24 de outubro   | Brasileiro        | 31.ª      | Vasco da Gama        | 1 – 1  | Flamengo             | 26 006 | [ 67 ] |
| 60 | 27 de outubro   | Brasileiro        | 32.ª      | Flamengo             | 1 – 1  | Corinthians          | 12 094 | [ 68 ] |
| 61 | 3 de novembro   | Brasileiro        | 33.ª      | Ceará                | 2 – 2  | Flamengo             | 44 171 | [ 69 ] |
| 62 | 7 de novembro   | Brasileiro        | 34.ª      | Flamengo             | 0 – 1  | Atlético Paranaense  | 8 758  | [ 70 ] |
| 63 | 13 de novembro  | Brasileiro        | 35.ª      | Atlético Mineiro     | 4 – 1  | Flamengo             | 16 465 | [ 71 ] |
| 64 | 20 de novembro  | Brasileiro        | 36.ª      | Flamengo             | 2 – 1  | Guarani              | 39 920 | [ 72 ] |
| 65 | 28 de novembro  | Brasileiro        | 37.ª      | Flamengo             | 1 – 2  | Cruzeiro             | 16 985 | [ 73 ] |
| 66 | 5 de dezembro   | Brasileiro        | 38.ª      | Santos               | 0 – 0  | Flamengo             | 9 086  | [ 74 ] |

Última atualização em 31 de dezembro de 2010.
Legenda:      Vitórias —      Empates —      Derrotas —      Clássicos[a]

### Primeira partida
A primeira partida da temporada foi disputada em 17 de janeiro pela Taça Guanabara contra o Duque de Caxias, com Kléberson marcando o primeiro gol.
| 17 de janeiro | Flamengo                                  | 3 – 2  | Duque de Caxias         | Estádio do Maracanã, Rio de Janeiro                 |
| 17:00         | Kléberson 50' · Fierro 52' · Fernando 85' | Súmula | Maurinho 15' · John 79' | Público: 16 067 Árbitro: RJ Péricles Bassols (FIFA) |

### Última partida
A última partida da temporada foi disputada em 5 de dezembro pela última rodada do segundo turno do Campeonato Brasileiro. O clube não tinha maiores pretensões no campeonato, já que havia escapado da zona de rebaixamento na penúltima rodada e só poderia disputar uma vaga na Copa Sul-Americana de 2011.
| 5 de dezembro | Santos | 0 – 0 | Flamengo | Estádio da Vila Belmiro, Santos                  |
| 17:00         |        |       |          | Público: 9 086 Árbitro: PR Evandro Rogério Roman |

### Campanha
Essa foi a campanha na temporada:
|                    | Mandante | Visitante | Clássicos[a] | Total |
| ------------------ | -------- | --------- | ------------ | ----- |
| Jogos              | 25       | 29        | 12           | 66    |
| Vitórias           | 13       | 11        | 4            | 28    |
| Empates            | 7        | 8         | 5            | 20    |
| Derrotas           | 5        | 10        | 3            | 18    |
|                    |          |           |              |       |
| Gols marcados      | 43       | 42        | 19           | 104   |
| Gols sofridos      | 29       | 36        | 17           | 82    |
| Saldo de gols      | 14       | 6         | 2            | 22    |
|                    |          |           |              |       |
| Aproveitamento (%) | 61,3     | 47,1      | 47,2         | 52,5  |

## Artilharia
A artilharia da temporada:
| #     | Futebolista      | Total  | Campeonato Carioca | Copa Libertadores | Campeonato Brasileiro |
| ----- | ---------------- | ------ | ------------------ | ----------------- | --------------------- |
| 01    | Vágner Love      | 23     | 15                 | 4                 | 4                     |
| 02    | Adriano          | 15     | 11                 | 4                 | 0                     |
| 03    | Kléberson        | 6      | 3                  | 0                 | 3                     |
| 03    | Petković         | 6      | 1                  | 0                 | 5                     |
| 05    | Diego Maurício   | 5      | 0                  | 0                 | 5                     |
| 06    | Renato Abreu     | 4      | 0                  | 0                 | 4                     |
| 06    | Deivid           | 4      | 0                  | 0                 | 4                     |
| 06    | Leonardo Moura   | 4      | 1                  | 2                 | 1                     |
| 06    | Bruno Mezenga    | 4      | 4                  | 0                 | 0                     |
| 06    | Vinícius Pacheco | 4      | 4                  | 0                 | 0                     |
| 11    | Fernando         | 3      | 3                  | 0                 | 0                     |
| 11    | Val Baiano       | 3      | 0                  | 0                 | 3                     |
| 11    | Ronaldo Angelim  | 3      | 1                  | 1                 | 1                     |
| 14    | Toró             | 2      | 0                  | 0                 | 2                     |
| 14    | Dênis Marques    | 2      | 1                  | 0                 | 1                     |
| 14    | Rodrigo Alvim    | 2      | 0                  | 2                 | 0                     |
| 14    | Michael          | 2      | 0                  | 2                 | 0                     |
| 14    | Juan             | 2      | 0                  | 1                 | 1                     |
| 14    | David            | 2      | 0                  | 1                 | 1                     |
| 20    | Fierro           | 1      | 1                  | 0                 | 0                     |
| 20    | Bruno            | 1      | 0                  | 0                 | 1                     |
| 20    | Paulo Sérgio     | 1      | 0                  | 0                 | 1                     |
| 20    | Jean             | 1      | 0                  | 0                 | 1                     |
| 20    | Diogo            | 1      | 0                  | 0                 | 1                     |
| 20    | Welinton         | 1      | 0                  | 0                 | 1                     |
| 20    | Marquinhos       | 1      | 0                  | 0                 | 1                     |
| Total | Total            | 103[b] | 45[b]              | 17                | 41                    |

## Cartões
Os cartões amarelos e vermelhos recebidos durante a temporada:
| #     | Futebolista       | Expulso | Penalizado com cartão amarelo |
| ----- | ----------------- | ------- | ----------------------------- |
| 01    | Willians          | 2       | 16                            |
| 02    | Toró              | 2       | 14                            |
| 03    | Leonardo Moura    | 2       | 12                            |
| 04    | Álvaro            | 2       | 8                             |
| 05    | Juan              | 1       | 13                            |
| 06    | David             | 1       | 10                            |
| 07    | Jean              | 1       | 6                             |
| 08    | Maldonado         | 1       | 5                             |
| 09    | Michael           | 1       | 4                             |
| 09    | Renato Abreu      | 1       | 4                             |
| 11    | Diogo             | 1       | 3                             |
| 11    | Vágner Love       | 1       | 3                             |
| 13    | Camacho           | 0       | 6                             |
| 13    | Vinícius Pacheco  | 0       | 6                             |
| 15    | Bruno             | 0       | 5                             |
| 15    | Ronaldo Angelim   | 0       | 5                             |
| 17    | Corrêa            | 0       | 4                             |
| 17    | Kléberson         | 0       | 4                             |
| 19    | Deivid            | 0       | 3                             |
| 19    | Everton Silva     | 0       | 3                             |
| 19    | Fierro            | 0       | 3                             |
| 19    | Petković          | 0       | 3                             |
| 19    | Welinton          | 0       | 3                             |
| 24    | Bruno Mezenga     | 0       | 2                             |
| 24    | Cristian Borja    | 0       | 2                             |
| 24    | Fabrício          | 0       | 2                             |
| 24    | Fernando          | 0       | 2                             |
| 24    | Marcelo Lomba     | 0       | 2                             |
| 24    | Ramon             | 0       | 2                             |
| 24    | Rodrigo Alvim     | 0       | 2                             |
| 24    | Val Baiano        | 0       | 2                             |
| 32    | Adriano           | 0       | 1                             |
| 32    | Diego Maurício    | 0       | 1                             |
| 32    | Guilherme Negueba | 0       | 1                             |
| 32    | Lenon             | 0       | 1                             |
| 32    | Marquinhos        | 0       | 1                             |
| 32    | Obina             | 0       | 1                             |
| 32    | Paulo Sérgio      | 0       | 1                             |
| 32    | Rafael Galhardo   | 0       | 1                             |
| Total | Total             | 16      | 166                           |

## Público
| Competição            | Mandante | Visitante | Clássicos[a] | Total    | Média    |
| --------------------- | -------- | --------- | ------------ | -------- | -------- |
| Campeonato Carioca    | 047 192  | 025 010   | 209 569      | 281 771  | 15 653,9 |
| Campeonato Brasileiro | 263 159  | 289 041   | 156 618      | 708 818  | 18 653,1 |
| Total                 | 310 351  | 314 051   | 366 187      | 990 589  | —        |
| Partidas              | 22       | 22        | 12           | 56       | —        |
| Média                 | 14 106,9 | 14 275,0  | 30 515,6     | 17 689,1 | —        |

## Categorias de base

### Copa Sub-23
Na Copa Sub-23 de 2010, foi eliminado na primeira fase em quinto lugar (última posição) no grupo B, com uma vitória, dois empates e duas derrotas com cinco gols marcados e cinco sofridos.